# Cocalodes leptopus
Cocalodes leptopus is een spinnensoort uit de familie van de springspinnen (Salticidae).
De wetenschappelijke naam van de soort werd in 1897 gepubliceerd door Reginald Innes Pocock.